# بتشواری
بتشواری (به چکی: Bečváry) یک منطقهٔ مسکونی در جمهوری چک است که در ناحیه کولین واقع شده‌است.